# Microula polygonoides
Microula polygonoides är en strävbladig växtart som beskrevs av Wen Tsai Wang. Microula polygonoides ingår i släktet Microula och familjen strävbladiga växter. Inga underarter finns listade i Catalogue of Life.